# Dreposcia umbrina
Dreposcia umbrina är en skalbaggsart som först beskrevs av Wilhelm Ferdinand Erichson 1837.  Dreposcia umbrina ingår i släktet Dreposcia, och familjen mycelbaggar. Enligt den svenska rödlistan är arten sårbar i Sverige. Arten förekommer i Götaland, Öland och Svealand. Artens livsmiljö är skogslandskap, jordbrukslandskap, stadsmiljö.